# Димитър Агура (мениджър)
Вижте пояснителната страница за други личности с името Агура.
Димитър Агура е български бизнесмен, водещ мениджър в българския автомобилен спорт, инженер, генерален директор на Рали България, бивш председател на автомобилен клуб „Булрейс“ (в който кара с Ясен Попов, сред най-добрите български пилоти).
Произхожда от семейство с традиции в автомобилните спортове. Завършва Техническия университет в София, специалност „Автомобили“. В продължение на 10 г. работи в тютюневия концерн „Филип Морис“. Дълго работи в областта на маркетинга и рекламата.
Наследява на поста директор на състезанието Георги Янакиев и има големи заслуги Рали България да стане част от календара на ФИА – Световен рали шампионат (WRC), през 2010 г.. Състезанието се излъчва директно по телевизия „Евроспорт“.